# 伊藤鶴吉

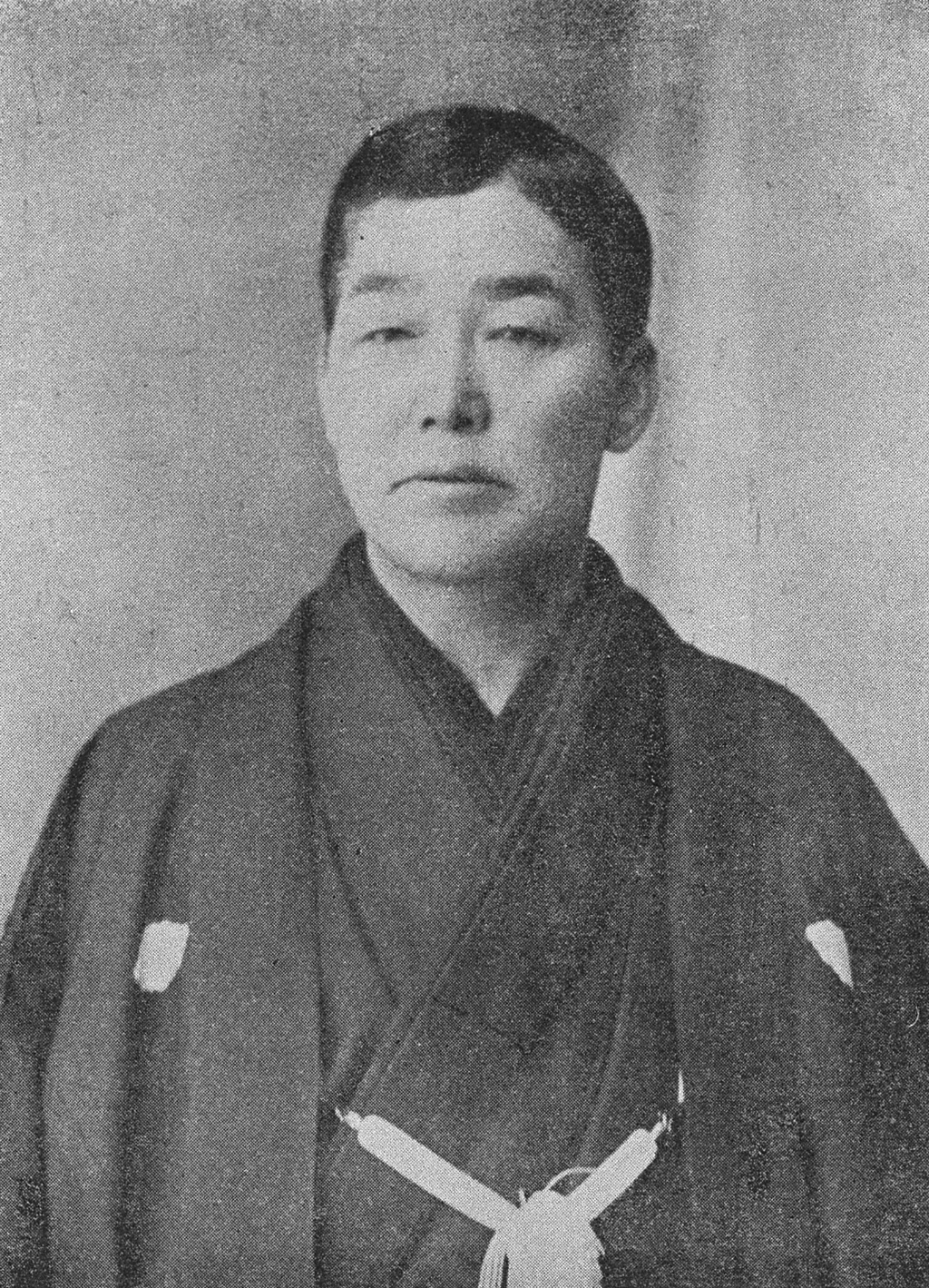
伊藤鶴吉

伊藤 鶴吉（いとう つるきち、1858年1月31日（安政4年12月17日） - 1913年（大正2年）1月6日）は、明治時代に活躍した日本の英語通訳者。死去時の新聞報道では「通弁の元勲」と評されている。

## 生涯
相模国三浦郡菊名村（現・神奈川県三浦市）の生まれ。横浜で外国人から英語を学び、1877年より横浜で通訳業を始める。
1905年、アメリカの実業家エドワード・ヘンリー・ハリマン来日の際（このとき桂・ハリマン協定が結ばれた）に通訳を務め、その働きぶりからハリマンが経営する鉄道・汽船の一等乗車券をプレゼントされた。またマイソール王国王子、バローダ王国国王、植物学者チャールズ・マリーズなどが来日した際も通訳を務めた。
1882年に世界一周旅行をしたフランス、ランス (マルヌ県)のシャンパン財閥の御曹司ウーグ・クラフト（ユーグ・クラフト）の日本滞在記にも通訳イトーとしてその名が現れる。
旅行家イザベラ・バードによる1878年（明治11年）6月から9月にかけての東北・蝦夷旅行でも、伊藤はガイド兼通訳を務めている。『日本奥地紀行』に名が出てくるジェームス・カーティス・ヘボンの召使いと知り合いだった伊藤は、バードが通訳を探していると聞きつけると、紹介状も持たずにいきなり訪れた。バードはこの時の伊藤について「これほど愚鈍に見える日本人を見たことがない。しかし、ときどきすばやく盗み見するところから考えると、彼が鈍感であるというのは、こちらの勝手な想像かもしれない」「私はこの男が信用できず、嫌いになった」と記しているが、早く旅行に出るため伊藤を雇った。ただしこの初見での第一印象「鈍感」は旅中に覆されることになったと、バードは旅行記に記している。
実は伊藤はチャールズ・マリーズと先に契約していたのだが、伊藤はマリーズ不在の間に、より割のいいバードの仕事を勝手に受けてしまっていたという経緯があり、バードとマリーズの間でもめ事が起きた。こうした事情などから、伊藤は蝦夷島函館でバードの通訳ガイドの仕事を離れ、10月からの西日本旅行には同行していない。バードは西日本編において、こういう時に伊藤がいれば便利だったのにという趣旨の記述をしている。
日本初のガイド組織「開誘社」の設立にも関わっている。1913年1月6日、胃癌により横浜市松影町の自宅で死去。享年54。葬儀は蓮光寺で行われ、根岸の墓地に埋葬された。戒名は「凌雲院繹鶴集居士」。

## 人物
バードの記述に拠れば、身長は150cm少々。バードは初見の際に、「18歳であるがこれは我々の24歳ぐらいに相当する」と言っているが、実際は20歳であった。また、旅中も伊藤から英語・英単語について逐一質問され、伊藤はこまめにメモを取り、旅の間に彼の英語力はどんどん上達した、と記している。
キリスト教や外国人を嫌っていたが、これについてはバードは「外国人と多く接したせいではないか」と推測している。日焼けを嫌う、手袋を必ずするなど、当時の日本人男性としても異質で、現在の感覚からは少々潔癖症のような習慣があった。
伊藤に関して、バードは他地域の旅行記に登場するガイド兼通訳に比べ、多くの文面を割いている。しかし二人の間に友人関係などはなく、あくまでバードにとって伊藤は観察対象として興味深かっただけである。一方でバードは、伊藤の実務能力については高く評価している。

## 登場する作品
小説
- 中島京子 『イトウの恋』（講談社、2005年。講談社文庫、2008年）- 日本奥地紀行をモチーフとした作品。英国人女性の通訳ガイド、表記は「伊藤亀吉」
- 植松三十里『イザベラ・バードと侍ボーイ』（集英社文庫、2024年）ISBN 978-408-7446234 - 同上。表記は「伊東鶴吉」

漫画
- 佐々大河 『ふしぎの国のバード』（KADOKAWA〈ビームコミックス〉）

作劇上の都合により、作中では「クールで寡黙ながら、一本気な熱血漢の美青年」という、実像とは大きく乖離したキャラクターとして描かれているが、「酒は飲まない」「煙草が好き」「お菓子は大好き」「料理ができる」といった特徴は採用されている。